# Pacome Bricout
Pour les articles homonymes, voir Bricout.
Pacome Bricout, né le 5 février 2005 à Cannes, est un nageur français.

## Carrière
Pacome Bricout termine troisième du 800 mètres nage libre et du 1 500 mètres nage libre des Championnats de France de natation 2023 à Rennes.
Il est éliminé en séries du 800 mètres nage libre masculin aux championnats du monde de natation 2023 à Fukuoka.
Aux Championnats de France de natation en petit bassin 2023 à Angers, il est sacré champion de France du 400 mètres nage libre et du 800 mètres nage libre et termine troisième du 1 500 mètres nage libre.